# ブータンの経済

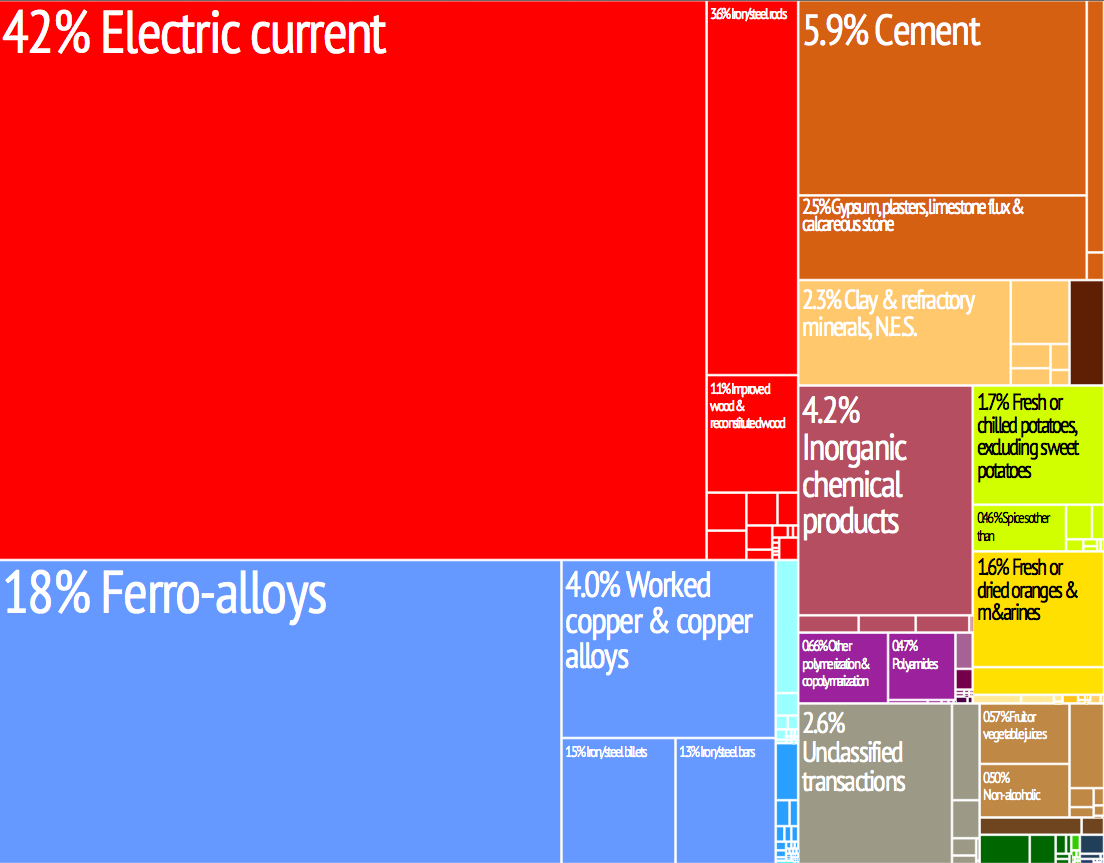
色と面積で示したブータンの輸出品目（2009年）

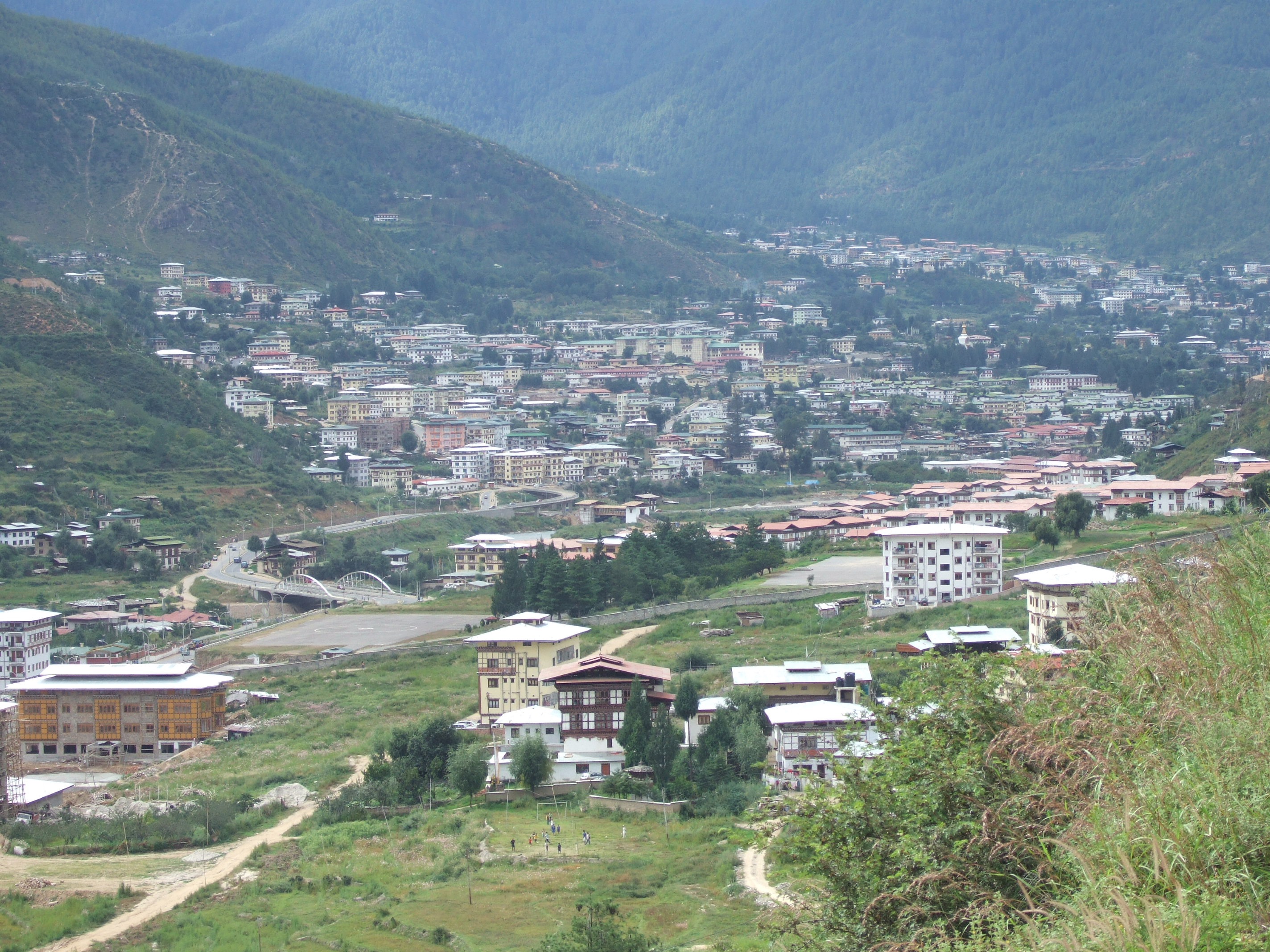
首都ティンプーの街並み

ブータンの経済（ぶーたんのけいざい）では、ブータンの経済について述べる。

## 計画経済
インドの計画委員会の助言の下、1961年より開始された。
- 第1次五ヵ年計画（1961～66年）
- 第2次五ヵ年計画（1966～71年）
- 第3次五ヵ年計画（1971～76年）
- 第4次五ヵ年計画（1976～81年）
- 第5次五ヵ年計画（1981～87年）
- 第6次五ヵ年計画（1987～92年）
- 第7次五ヵ年計画（1992～97年）
- 第8次五ヵ年計画（1997～2002年）
- 第9次五ヵ年計画（2002～07年）

## 農業
農業はブータンにおける主要産業でGDPの35%を占める。
発展
ブータンにおける農業の発展は、日本のJICAが大きく貢献しているといっても過言ではない。1964年に西岡京治がコロンボ・プランの農業専門家として派遣されて以来、ブータンの農業は発展し、1980年に当時のジグミ・シンゲ・ワンチュク国王からブータンの最高爵位･ダショーが西岡に授与されている。